# Etsha 1
Etsha 1 est une ville du Botswana.